# فریب‌خورده (فیلم ۱۹۷۱)
فریب خورده (انگلیسی: The Beguiled) فیلمی به کارگردانی دن سیگل است که در سال ۱۹۷۱ منتشر شد. از بازیگران آن می‌توان به کلینت ایستوود، جرالدین پیج، الیزابت هارتمن، جو آن هریس، و ملودی توماس اسکات اشاره کرد.